# Elasmus platyedrae
Elasmus platyedrae är en stekelart som beskrevs av Charles Ferrière 1935. Elasmus platyedrae ingår i släktet Elasmus, och familjen finglanssteklar. Arten är reproducerande i Sverige.